# Edward Teller
Edward Teller (ungarsk: Teller Ede, født 15. januar 1908, død 9. september 2003) var en ungarsk-født amerikansk teoretisk fysiker, i daglig tale kendt som "brintbombens fader", hvilket han dog ikke selv syntes om. Teller lavede adskillige bidrag til kernekraft og molekylær fysik, spektroskopi (Jahn-Teller og Renner-Teller effekterne) og overfladefysik. Hans udvidelse af Fermis teori om betahenfald (i form af den såkaldte Gamow-Teller overgang) var et vigtigt springbræt i forbindelse med denne teori. Jahn-Teller effekten og BET teorien har bevaret deres oprindelige formulering og er stadig faste grundlag i fysik og kemi. Teller bidrog også til Thomas-Fermi teorien, forfølgeren af densitetsfunktionsteorien, et grundlæggende moderne værktøj i kvantemekaniske behandlinger af komplekse molekyler. I 1953 skrev Teller en afhandling sammen med Nicholas Metropolis og Mashall Rosenbluth, som er udgangspunktet for anvendelsen af Monte Carlo-metoder i statistisk mekanik.
I 1930‘erne emigrerede Teller til USA, og var et af de første medlemmer af Manhattan Project, som havde til opgave at udvikle den første atombombe. I denne periode gjorde han også store fremskridt i udviklingen af fusionsbaserede våben, men disse blev udskudt til efter 2. verdenskrig. Efter sit kontroversielle fortrolige vidneudsagn i forbindelse med en høring til afklaring af sikkerhedsgodkendelsen af sin tidligere kollega fra Los Alamos J. Robert Oppenheimer, blev Teller udstødt af store dele af det videnskabelige miljø. Han blev stadig støttet af USA's regering og organisationen for militærforskning, idet Teller var en varm fortaler for udviklingen af kernekraft, oparbejdelsen af et stort kernevåbenarsenal og et program til test af atomvåben. Teller var medstifter af Lawrence Livermore National Laboratory (LLNL), og var laboratoriets leder i mange år.
I de senere år blev Teller specielt kendt for sit arbejde med kontroversielle teknologiske løsninger til både militære og civile problemer, heriblandt en plan om at lade en kunstig havn i Alaska udgrave ved hjælp af termonukleare sprængstoffer. Han var en forkæmper af Ronald Reagans Strategic Defense Initiative, højst sandsynligt for at gøre et stort nummer ud af programmets gennemsigtighed. I løbet af Tellers liv var han kendt for både sine videnskabelige evner, sine komplicerede forhold til andre mennesker og sin lunefulde personlighed, og han menes at have været en af flere personer, der gav inspiration til karakteren Dr. Strangelove fra filmen af samme navn fra år 1964.

## Tidlige liv og uddannelse
Teller blev født i Budapest, Ungarn (dengang Østrig-Ungarn) ind i en jødisk familie. Da han var ung, fortalte hans bedstefar hans mor, at hun ikke skulle være for ulykkelig over, at han åbenbart var en idiot, fordi han ikke talte som 3-årig. Teller havde ingen interesse i at tale, eftersom hans far snakkede ungarsk og meget dårligt tysk, og hans mor snakkede tysk og meget dårligt ungarsk. Da besluttede han, at de ikke vidste, hvad de snakkede om. I stedet blev han meget interesseret i tal og begyndte at udregne store tal i sit hoved, heriblandt antallet af sekunder på et år.
Han forlod Ungarn i 1926 (hovedsageligt på grund af numerus clausus reglen under Miklós Horthys regime). Det politiske klima og revolutionerne i Ungarn under sin barndom indpodede et langvarigt had til både kommunisme og fascisme i Teller. Som ung studerende blev hans fod afrevet i en bilulykke i München, hvilket tvang ham til at gå med en fodprotese og efterlod ham med en livslang halten. Teller tog eksamen i kemisk ingeniørvidenskab ved Karslruhe Universitetet og modtog sin Ph.D. i fysik under Werner Heisenberg på Leipzig Universitetet. Tellers Ph.D.-afhandling beskæftigede sig med en af de første præcise kvantemekaniske behandlinger af brintmolekylet. I 1930 blev han venner med de russiske fysikere George Gamow og Lev Landau. Tellers livslange venskab med den tjekkiske fysiker, George Placzek, var meget vigtigt for Tellers videnskabelige og filosofiske udvikling. Det var Placzek, som arrangerede et sommerophold i Rom med Enrico Fermi for den unge Teller, hvorefter hans videnskabelige karriere blev tilpasset til kernefysik.
Teller brugte to år på Georg-August-Universität Göttingen, hvorefter han i 1933 tog til udlandet med hjælp fra International Rescue Committee. Han var i England en kort periode, hvorefter han flyttede til København et enkelt år, hvor han arbejdede under Niels Bohr. I februar 1934 giftede han sig med Augusta Maria “Mici” (udtalt “Mitzi”) Harkanyi, søster til en ven af Teller gennem længere tid.[kilde mangler]
Takket været George Gamows tilskyndelse blev Teller inviteret til USA for at blive professor i fysik på George Washington Universitetet (GWU), hvor han arbejdede med Gamow indtil 1941. Førend opdagelsen af fission i 1939 var Teller beskæftiget som teoretisk fysiker, hvor han arbejdede med kvante-, molekyle- og kernefysik. Efter at være blevet en naturaliseret borger i USA, blev hans interesser ændret til brugen af kerneenergi, både fusion og fission.[kilde mangler]
På GWU forudså Teller Jahn-Teller effekten (1937), hvilket deformerer molekyler i bestemte situationer; dette påvirker metallers kemiske reaktioner, og særligt bestemte metalliske farver. Teller og Hermann Arthur Jahn analyserede det som en del af rent matematisk fysik. I samarbejde med Brunauer og Emmet leverede Teller også et vigtigt bidrag til overfladers fysik og kemi: den såkaldte Brunauer-Emmett-Teller (BET) isoterm.[kilde mangler]
Da 2. Verdenskrig begyndte, ville Teller bidrage til krigsindsatsen. Efter et råd fra den velkendte ungarske aerodynamiker Theodore von Kármán fra California Institute of Technology samarbejdede Teller med sin ven Hans Bethe for at udvikle en teori om trykbølgers udbredelse. I de senere år viste det sig, at deres forklaring på adfærden af gassen bag en sådan bølge blev værdifuld for videnskabsmænd, der studerede missilers tilbagevenden.

## Manhattan Project
Teller blev i 1942 inviteret til at være en del af Robert Oppenheimers sommerplanlægnings seminar på University of California, Berkeley, der blev en del af grundlaget for det såkaldte Manhattan Project, der var navnet på de Allieredes indsats for udviklingen af første kernevåben. Få uger tidligere havde Teller mødtes med sin ven og kollega Enrico Fermi og med ham drøftet mulighederne for førelse af atomkrig, og Fermi havde henkastet bemærket, at et våben baseret på fission måske kunne bruges til at udløse en endnu større fusionreaktion. Selvom han til at begynde med forklarede Fermi, hvorfor idéen ikke ville virke, var Teller fascineret af muligheden og blev hurtigt kedet af idéen om “kun” en atombombe (selvom atombomben ikke på nogen måde var færdigudviklet). På Berkeleymødet afledte Teller diskussionen fra fissionsvåben til muligheden ved et fusionsvåben – hvilket han kaldte “Superen” (en tidlig udgave af hvad der senere blev kendt som brintbomben).
Den 6. december 1941 var USA begyndt på udviklingen af atombomben under opsyn af Arthur Compton, formanden for fysikafdelingen på University of Chicago, som koordinerede forskningen af uran mellem Columbia University, Princeton University, University of Chicago, og University of California, Berkeley. Til sidst overførte Compton videnskabsmænd fra Columbia og Princeton til det Metallurgiske Laboratorium i Chicago, og i april 1942 flyttede Enrico Fermi ind og konstruktionen af Chicago Pile-1 begyndte. Teller var blevet efterladt, men blev to måneder senere kaldt til Chicago. I starten af 1943 blev Los Alamos laboratoriet bygget for at designe en atombombe under Oppenheimers opsyn i Los Alamos, New Mexico. Teller flyttede dertil i april 1943.
Teller blev en del af divisionen for teoretiske fysikere på det dengang hemmelige Los Alamos laboratorium under krigen og fortsatte med at presse på med sine idéer om et fusionsvåben, selvom det blev sat på lav prioritet under krigen (udviklingen af et fissionsvåben viste sig at være svært nok i sig selv).
Grundet sin interesse i brintbomben og sin frustration over ikke at have fået stillingen som leder af den teoretiske division (jobbet var i stedet givet til Hans Bethe) nægtede Teller at beskæftige sig med beregningerne til implosionsmekanismerne til fissionsbomben. Dette skabte en spænding mellem forskerne, da yderligere forskere skulle ansættes for at lave det arbejde – heriblandt Klaus Fuchs, som viste sig at være en sovjetisk spion. Åbenbart formåede Teller også at genere sine naboer ved at spille klaver sent om natten. Teller lavede dog værdifulde bidrag til bombeforskningen, specielt til belysningen af implosionsmekanismen.
I 1946 deltog Teller i en konference, hvor egenskaberne ved termonukleare brændsler som deuterium og det mulige design af brintbomben blev diskuteret. Det blev fastslået, at Tellers vurdering af brintbomben måtte være den foretrukne, og at både den påkrævede mængde af deuterium, såvel som den radioaktive udstråling under afbrænding af deuterium, ville bortlægge tvivl om dens funktionalitet. Tillægning af det dyre tritium til den termonukleare blanding ville højst sandsynligt sænke dens antændelsestemperatur, men dengang vidste ingen hvor meget tritium der ville være påkrævet, og om en tillægning af tritium overhovedet ville fremme en varmeudbredelse. Henimod slutningen af konferencen, til trods for modstand fra nogle medlemmer som Robert Serber, fremlagde Teller en urimeligt optimistisk rapport hvor han sagde at en brintbombe var en gennemførlig plan, og at yderligere arbejde ville fremme dens udvikling. Fuchs deltog også i denne konference og videresendte denne information til Moskva. Modellen af Tellers “klassiske Super” var så usikker at Oppenheimer senere har udtalt at han ønskede russerne byggede deres egen brintbombe baseret på det design, så det næsten helt sikkert ville sinke deres fremskridt på den.
Teller forlod Los Alamos i 1946 for at vende tilbage som professor på Chicago Universitet og tæt kollega med Enrico Fermi og Maria Mayer. Han var nu kendt som brintbombens fader.

## Brintbomben
Efter Sovjetunionens første testdetonation af en atombombe i 1949 meddelte præsident Truman et forceret udviklingsprogram af en brintbombe. Teller vendte tilbage til Los Alamos i 1950 for at arbejde på projektet. Han insisterede på at inddrage flere teoretikere, eftersom han vidste af Klaus Fuchs kunne give Sovjetunionen værdifulde idéer; det var Fuchs, som opfandt kompression med midler fra udstrålingsimplosion i 1946. Alligevel var mange af Tellers fremtrædende kollegaer som Bethe og Oppenheimer sikre på at projektet med hydrogenbomben var teknisk umulig og politisk uønsket. Ingen af de tilgængelige designs var endnu brugbare. Imidlertid påstod sovjetiske forskere, som selv havde arbejdet på et lignende projekt, at de på egen hånd havde udviklet en brintbombe.
I 1950 viste udregninger lavet af den polske matematiker Stanisław Ulam og hans samarbejdspartner Cornelius Everett, sammen med bekræftelser fra Fermi, at Tellers tidligere skøn på mængden af tritium, der skulle bruges til en brintbombe, var meget lavt, og at energitabet i fusionsprocessen ved større mængder tritium ville være for stort til at aktivere en formering af processen. Alligevel dukkede der en innovativ ide op, “Hydrodynamiske linser og strålingsspejle”, i den fælles rapport fra marts 1951 af Ulam og Teller, og den udviklede sig til at blive det første brugbare design til en megaton-klasses brintbombe. De præcise bidrag givet af henholdsvis Ulam og Teller, hvilket senere blev kendt som Teller-Ulam designet, er ikke kendt til fulde i offentligheden, og disse bidrag og hvordan den endelige idé indfandt sig har været en stor uenighed i offentlige såvel som klassificerede diskussioner siden starten af 1950'erne.
I et interview med Scientific American fra 1999 fortalte Teller journalisten:
"Jeg bidrog; Ulam gjorde ikke! Jeg beklager at jeg måtte svare på så abrupt en måde. Ulam var med god grund utilfreds med en gammel tilgang. Han kom til mig med et stykke af en idé, som jeg allerede havde lavet og haft besvær med at få folk til at høre på. Han var villig til at underskrive en afhandling. Da det så senere kom til at forsvare denne afhandling og virkelig kæmpe for den, nægtede han. Han sagde "Jeg tror ikke på idéen.""
Sagen er kontroversiel. Bethe betragtede Tellers bidrag til opfindelsen af brintbomben en sand nyskabelse så tidligt som 1952, og henviste til hans arbejde som en “genistreg” i 1954. Alligevel fremhævede Bethe i begge tilfælde Tellers rolle som stressende for udviklingen af brintbomben, hvilket ikke kunne være fremskyndet af yderligere støtte eller bevillinger, og Teller var dybt uenig med Bethes vurdering. Andre forskere (modstandere til Teller, heriblandt J. Carson Mark) har påstået, at Teller aldrig ville være kommet videre uden hjælp fra Ulam med flere. Ulam selv mente, at Teller kun lavede en mere “generaliseret” udgave af Ulams oprindelige design.
Gennembruddet – de detaljer der stadig er klassificerede – var åbenbart separationen af fissions- og fusionsbestanddelene i våbnet og at benytte sig af strålingen lavet af fissionsbomben til at komprimere fusionsbrændslerne før antændelsen. Ulams idé lader til at have involveret at bruge teknisk indstillet stød fra den primære til at aktivere fusion i den sekundære, hvor det hurtigt gik op for Teller, at stråling fra den primære ville kunne gøre, hvad der skulle til hurtigere og mere effektivt. Nogle medlemmer af laboratoriet (specielt J. Carson Mark) udtrykte, at idéen om at bruge stråling ville have faldet hvem som helst ind, der arbejdede på de fysiske processer, og at den åbenlyse årsag til lige netop Teller tænkte på stråling med det samme var, at han allerede arbejdede på “Greenhouse” tests til foråret 1951, hvor man ville undersøge effekten bag energien fra en fissionsbombe baseret på en blanding af deuterium og tritium.
Uanset de faktiske komponenter i det såkaldte Teller-Ulam design og de respektive bidrag fra dem der arbejdede på det, blev det umiddelbart efter fremsættelsen, af andre forskere der arbejdede på projektet, betragtet som det svar de så længe havde ledt efter. Dem som tidligere havde tvivlet på, hvorvidt en fission-fusion bombe ville kunne lade sig gøre blev overbevist til at tro, at det kun var et spørgsmål om tid før både USA og USSR havde udviklet multi-megaton våben. Selv Oppenheimer som oprindeligt var modstander af projektet kaldte idéen “teknisk lækker”.
 "Ivy Mike" fra 1952 var en anerkendelse af Tellers langvarige arbejde med brintbomben.
Selvom han havde hjulpet med at lave designet og længe havde været fortaler for konceptet, var Teller ikke udvalgt til at lede udviklingsprojektet (hans ry for at have en meget vanskelig personlighed har højst sandsynligt spillet en rolle i det). I 1952 forlod han Los Alamos og blev medlem af den nyetablerede Livermore-afdeling på University of California Radiation Laboratory, som blev oprettet hovedsageligt grundet hans anmodninger. Efter sprængningen af “Ivy Mike”, det første termonukleare våben der anvendte Teller-Ulam konfigurationen d. 1. november 1952, blev Teller i pressen kendt som "brintbombens fader". Teller valgte at blive væk fra prøvesprængningen – han hævdede, at han ikke følte sig velkommen ved Pacific Proving Grounds – og så i stedet resultaterne på en seismograf i kælderen på kollegiet i Berkeley.
Der var opfattelsen, at Sovjetunionen (hvis arbejde med brintbomben blev ledet af Andrei Sakharov) kunne dechifrere det nye amerikanske design ved at analysere det radioaktive nedfald fra prøvesprængningen. Dette blev dog senere afvist af de sovjetiske bombeforskere. Grundet den offentlige diskretion blev kun lidt information udsendt af regeringen, og pressens reportager tilskrev ofte hele våbnets design og udvikling til Teller og hans nye Livermore Laboratory (da det faktisk var udviklet af Los Alamos).
Mange af Tellers kolleger var irriterede over, at han lod til at nyde at tage al anerkendelsen for noget, han kun havde del i, og som et svar og med støtte fra Enrico Fermi forfattede Teller en artikel med titlen "The Work of Many People", som optrådte i tidsskriftet Science i februar 1955 og pointerede, at han ikke var alene i udviklingen af våbnet. Han skrev senere i sin biografi, at han havde fortalt en "hvid løgn" i artiklen fra 1955 for at “lindre rodede følelser” og tog al æren for opfindelsen.
Teller var kendt for at involvere sig i projekter, der var teoretisk interessante, men praktisk uigennemførlige (den klassiske "Super" var et sådan projekt). Om hans arbejde med brintbomben sagde Bethe:
"Ingen vil give Teller skylden for at beregningerne fra 1946 var forkerte, specielt fordi passende udregningsmaskiner ikke var tilgængelige på Los Alamos. Men han fik skylden for at lede Los Alamos laboratoriet, og faktisk hele landet, ind i et intenst program, på basis af nogle udregninger han selv måtte have vidst var mangelfulde."
Under Manhattan Projektet gjorde Teller sig også fortaler for udviklingen af en bombe, der bruger Uranhydrid, hvilket mange af hans medarbejdere sagde usandsynligt ville virke. På Livermore fortsatte Teller sit arbejde med hydridbomben, og resultatet blev en fuser. Ulam skrev på et tidspunkt om en idé han og Teller delte til en kollega: “Edward er fuld af begejstring omkring mulighederne; det er måske en indikation på, at det ikke kommer til at virke”. Fermi sagde på et tidspunkt, at Teller var den eneste monomaniske, han kendte, som havde adskillige manier.
Carey Sublette fra Kernevåben Arkivet argumenterer for, at Ulam fandt på designet bag termonukleare våben baseret på strålingsimplosionens sammentrykning, men på den anden side har Teller fået meget lidt anerkendelse for at være den første til at foreslå antændelse i form af fusion i 1945, hvilket er essentielt for formindskning og pålideligheden og bliver benyttet i alle kernevåben i dag.

## Atomteknologi og Israel
I omkring tyve år rådgav Teller Israel om atomkraft generelt og specielt konstrueringen af en brintbombe. I 1952 havde Teller og Oppenheimer et langt møde med David Ben-Gurion i Tel Aviv, hvor de fortalte ham, at den bedste måde at ophobe plutonium ville være at brænde uran i en atomreaktor. I 1964 lavede Yuval Neeman, som havde samme politiske synsvinkler, en forbindelse mellem Teller og Israel. Mellem 1964 og 1967 besøgte Teller Israel seks gange, hvor han gav foredrag på Tel Aviv University og rådgav overhovederne af Israels sikkerhedsafdeling for videnskab såvel som premierministre og medlemmer af kabinettet. Ved hver af sine samtaler med medlemmer af det israelske sikkerhedsorganisations højeste niveau fik han dem til at sværge på, at de aldrig ville fristes til at underskrive traktaten om ikke-spredning af kernevåben. I 1967, da det israelske program næsten var fuldendt, informerede Teller Neeman om, at han ville fortælle CIA, at Israel havde bygget kernevåben og at dette var retfærdiggjort af omstændighederne, der ledte til Seksdageskrigen. Efter Neeman bragte det op med premierminister Live Eshkol, informerede Teller lederen af CIA’s styrelse for videnskab og teknologi, Carl Duckett. Det tog Teller et år at overbevise CIA om, at Israel havde opnået kernekraftsstyrke; informationen gik derefter gennem CIA’s leder Richard Helms og dernæst til USA’s præsident. Teller overtalte dem desuden til at stoppe de amerikanske forsøg på at inspicere Negev Nuclear Research Center i Dimona.[kilde mangler]

## Three Mile Island
I 1979 fik Teller et hjertestop, hvilket han mente Jane Fonda var skyld i; efter Three Mile Island-ulykken lobbyede skuespillerinden frimodigt mod kernekraft, mens hun reklamerede for sin seneste film, Kinasyndromet (en film der skildrede en kernekraftsulykke, som tilfældigvis blev udgivet kun en uge før den egentlige hændelse). Som en reaktion på dette lobbyede Teller hurtigt til fordel for kernekraft, hvor han vidnede for sikkerheden og pålideligheden, og fik efter sådan en hektisk opblusning af emnet anfaldet. Teller skrev en tosidet annonce i The Wall Street Journal som udkom den 31. juli 1979 under overskriften "Jeg var det eneste offer for Three-Mile Island", som åbnede med:
| Citat | Den 7. maj, kun enkelte uger efter Three Mile Island, var jeg i Washington. Jeg var der for at afvise noget af den propaganda, som Ralph Nader, Jane Fonda og deres slags udspyer til nyhedsmedierne i et forsøg på at skræmme folk væk fra atomkraft. Jeg er 71 år gammel, og jeg arbejdede 20 timer dagligt. Anstrengelserne blev for meget. Den næste dag led jeg af et hjertestop. Man kan sige, at jeg var den eneste, hvis helbred blev påvirket af den reaktor nær Harrisburg. Nej, det ville være forkert. Det var ikke reaktoren. Det var Jane Fonda. Reaktorer er ikke farlige. | Citat |
|       | |       |

Den næste dag udsendte The New York Times en redaktionel artikel, der kritiserede rubrikannoncen og noterede, at den var arrangeret af Dresser Industries, firmaet der havde produceret en af de defekte ventiler, der medvirkede til Three Mile Island-ulykken.

## Eftermæle
Teller var en kontroversiel person i sin samtid. Dele af Tellers forskning anerkendes generelt som væsentligt og banebrydende, bl.a. arbejdet vedrørende Jahn-Teller effekten og overfladefysikken. Tellers ihærdige støtte til våbenkapløbet gjorde det imidlertid nemt for kritikere at marginalisere ham som en "gal videnskabsmand". Han modtog i 1991 "Fredsprisen" ved den satiriske Ig Nobelpris for sin "livslange indsats for at ændre forståelsen af begrebet "fred" som vi kender det". Teller er flere gange nævnt som inspiration for karakteren 'Dr. Strangelove' i filmen af samme navn fra 1964.
Nobelprisvinderen Isidor I. Rabi udtalte engang, at "Verden ville have været et bedre sted uden Teller." Tellers urigtige udsagn om, at Stanislaw Ulam ikke bidrog med noget væsentligt til udviklingen af brintbomben og Tellers angreb på Oppenheimer medførte også en betydelig afstandtagen til Teller i videnskabelige miljøer.
Han modtog i 1986 United States Military Academys Sylvanus Thayer Award. Han er "fellow" ved American Academy of Arts and Sciences, the American Association for the Advancement of Science og ved American Nuclear Society. Han har modtaget Albert Einstein Award, Enrico Fermi-prisen, en pris navngivet efter Corvin Chain samt National Medal of Science. Han var tillige en del af den gruppe videnskabsfolk, der i 1960 af Time magazine blev udnævnt til "Årets Person" og har fået opkaldt asteroiden 5006 Teller efter sig. To måneder for sin død modtog Teller Presidential Medal of Freedom af præsident George W. Bush.
Teller døde i Stanford, California den 9. september 2003 i en alder af 95.

## Yderligere læsning
Skrevet af Teller
- Our Nuclear Future; Facts, Dangers, and Opportunities (1958)
- Basic Concepts of Physics (1960)
- The Legacy of Hiroshima (1962), oversat til dansk: Frygt og fred – Arven fra Hiroshima, (1963)
- Energy from Heaven and Earth (1979)
- The Pursuit of Simplicity (1980)
- Better a Shield Than a Sword: Perspectives on Defense and Technology (1987)
- Conversations on the Dark Secrets of Physics (1991)
- Memoirs: A Twentieth-Century Journey in Science and Politics (2001)

Bøger om Teller
- William J. Broad, Teller’s war: the top-secret story behind the Star Wars deception (Simon & Schuster, 1992).
- Gregg Herken, Brotherhood of the bomb: the tangled lives and loyalties of Robert Oppenheimer, Ernest Lawrence (Henry Holt, 2002).
- Peter Goodchild, Edward Teller: the real Dr. Strangelove (Harvard University Press, 2005).
- Stanley A. Blumberg and Louis G. Panos. Edward Teller : giant of the golden age of physics; a biography (Scribner's, 1990)
- Istvan Hargittai, Judging Edward Teller: a closer look at one of the most influential scientists of the twentieth century (Prometheus, 2010).